# Minos
Minos je v grški mitologiji kretski kralj; sin Zevsa in Evrope. Njegova žena je rodila pošast Minotavra, ki ga je Minos zaprl v labirint, ubil pa ga je Tezej s pomočjo Ariadninega čudežnega meča in klobčiča. Minos je umrl na Siciliji, kjer so ga vrgli v krop.